# Velanne
Velanne ist eine französische Gemeinde mit 568 Einwohnern (Stand: 1. Januar 2022) im Département Isère in der Region Auvergne-Rhône-Alpes. Sie gehört zum Arrondissement La Tour-du-Pin und zum Kanton Chartreuse-Guiers. Die Einwohner werden Velannois genannt.

## Geographie
Die Gemeinde Velanne liegt im westlichen Vorland des Chartreuse-Gebirges auf einem Plateau 100 Höhenmeter über dem Tal des Ainan, etwa 22 Kilometer westsüdwestlich von Chambéry. Velanne wird umgeben von den Nachbargemeinden Pressins im Norden, Saint-Jean-d’Avelanne im Norden und Nordosten, Saint-Martin-de-Vaulserre im Nordosten und Osten, Saint-Bueil im Osten und Südosten, Saint-Geoire-en-Valdaine im Süden, Saint-Sulpice-des-Rivoires im Südwesten, Montferrat im Westen sowie La Bâtie-Divisin im Westen und Nordwesten. 

## Bevölkerungsentwicklung
| Jahr                       | 1962 | 1968 | 1975 | 1982 | 1990 | 1999 | 2006 | 2013 | 2021 |
| Einwohner                  | 314  | 270  | 244  | 273  | 383  | 414  | 463  | 511  | 563  |
| Quellen: Cassini und INSEE |      |      |      |      |      |      |      |      |      |

## Sehenswürdigkeiten
- Kirche Saint-Étienne aus dem 19. Jahrhundert